# Сток, Алек
Алек Уильям Альфред Сток (англ. Alec William Alfred Stock; 30 марта 1917 года, Писдаун Сент-Джон, Сомерсет, Англия - 16 апреля 2001 года, Уимборн Минстер, Дорсет) — английский футболист, нападающий. Больше известен, как футбольный тренер, возглавлял ряд известных английских и итальянских клубов.

## Клубная карьера
На профессиональном уровне Сток играл на позиции крайнего нападающего в клубах «Тоттенхэм Хотспур», «Куинз Парк Рейнджерс» и «Йовил Таун». Особых успехов как футболист не добился и получил большую известность как футбольный тренер. Во время второй мировой войны принимал участие в боевых действиях, был командиром танка, получил ранение под городом Кан.

## Тренерская карьера
В конце карьеры футболиста Сток стал играющим тренером клуба «Йовил Таун», на работу в который он устроился по объявлению в газете. Затем руководил клубом «Лейтон Ориент», а в 1957 году перешёл итальянский чемпионат, в гранд итальянского футбола клуб «Рома», это стало единственным опытом по работе в иностранном клубе, в карьере Стока. С 1959 по 1968 год тренировал «Куинз Парк Рейнджерс» с которым выиграл Кубка английской лиги в 1967 году. Затем тренировал ещё ряд английских клубов, с «Фулхэмом» дошёл до финала Кубка Англии, с остальными клубами трофеев не завоёвывал. Завершил тренерскую карьеру в клубе «Борнмут» в 1980 году.

## Достижения
- Обладатель Кубка английской лиги (1): 1967.
- Финалист Кубка Англии (1): 1974/75.